# A Rude Hostess
A Rude Hostess er en amerikansk stumfilm fra 1909 af D. W. Griffith.

## Medvirkende
- Marion Leonard som Mrs. Leffingwell
- Arthur V. Johnson
- Anita Hendrie
- Jeanie Macpherson
- Owen Moore